# Nesamblyops carltoni
Nesamblyops carltoni (лат.) — вид жужелиц рода Nesamblyops из подсемейства трехин (триба Anillini, Trechinae). Эндемики Новой Зеландии: Южный остров, Нельсон, Ричмондский хребет, гора Дан.

## Описание
Мелкие жужелицы (около 2 мм, длина варьирует от 1,75 до 2,03 мм), блестящие желтовато-коричневые жуки. От близких видов отличается по форме заднего угла переднеспинки, образованного крошечным тупым зубчиком, и строению гениталий самца. Надкрылья яйцевидные, узко вдавленные по шву, сравнительно длинные и умеренно широкие; плечевые углы полностью округлые; латеральные края слегка расходятся в базальной половине, субпараллельны в середине и равномерно закруглены к вершине в вершинной трети. Глаза сильно редуцированы, состоят из 4—5 фасеток. Голова короткая и широкая, закругленная, усики средней длины. Пронотум округлый, надкрылья округлые без заметных рядов точек, с несколькими длинными щетинками по бокам. Задние крылья рудиментарные. Обитают в густой лесной подстилке в кустарниковых и нотофагусовых лесах.

## Таксономия и этимология
Вид был впервые выделен в 2023 году американским энтомологом Игорем Соколовым (Igor M. Sokolov, Systematic Entomology Laboratory, ARS, USDA, National Museum of Natural History, Вашингтон, США) по типовым материалам из Новой Зеландии. Видовой эпитет представляет собой латинизированный эпоним в родительном падеже и основан на фамилии Кристофера Э. Карлтона (Christopher E. Carlton), профессора и бывшего директора Музея членистоногих штата Луизиана, (Батон-Руж, Луизиана, США), который вызвал интерес автора открытия к исследованию представителей трибы Anillini в США, а также в Новой Зеландии (из подсемейства трехин).